# 1538
سنة 1538 م كانت سنة بسيطة تبدأ يوم الثلاثاء (الرابط يظهر نموذج التقويم الكامل للسنة) من التقويم اليولياني.

## أحداث
- تأسيس مدينة بلدية إيغوابي وتقع حاليا في البرازيل.
- حصار ديو في الفترة ما بين أغسطس ونوفمبر.
- بداية النزاعات العثمانية البرتغالية في 1538 والتي انتهت في 1557.
- بداية النزاعات اليمنية العثمانية في 1538 والتي انتهت في 9 أكتوبر 1911.
- بداية الصراع العثماني البرتغالي في 1538 والتي انتهت في 1718.
- نهاية الحرب الإيطالية 1536-1538 في 1538 والتي بدأت في 1536.
- وقوع معركة بروزة البحرية بين العثمانيين والعصبة المقدسة والتي انتهت بانتصار العثمانيين.

## مواليد
- تاكيدا يوشينوبو ساموراي ياباني
- جون ديريك (لاعب كريكت بريطاني) لاعب كركيت من المملكة المتحدة
- خوان بلانكو دي باث راهب إسباني
- دياني دي فراس
- سيزاري بارونيو
- سيمون فيرنانديز مستكشف برتغالي
- غولييلمو غونزاغا
- كريستوفر كالفوس رياضياتي ألماني
- ماريا دوقة بارما
- هوندا ماسانوبو ساموراي ياباني
- يوهان فريدرش الثالث، دوق ساكسونيا

## وفيات
- دييغو دي ألماغرو
- السلطانة خديجة بنت سليم الاول